# Corticoris signatus
Corticoris signatus är en insektsart som först beskrevs av Heidemann 1908.  Corticoris signatus ingår i släktet Corticoris och familjen ängsskinnbaggar. Inga underarter finns listade i Catalogue of Life.